# Södra Åsjön, Uppland
Södra Åsjön är en sjö i Östhammars kommun i Uppland och ingår i Forsmarksåns huvudavrinningsområde. Sjön är 3,8 meter djup, har en yta på 1,87 kvadratkilometer och befinner sig 12 meter över havet. Södra Åsjön ligger i Bruksdammen Natura 2000-område. Sjöns utlopp är Forsmarksån, som här även kallas Svarvarån, och vattnet rinner vidare till Forsmarks bruksdsamm. Vid provfiske har bland annat abborre, björkna, braxen och gers fångats i sjön.

## Delavrinningsområde
Södra Åsjön ingår i det delavrinningsområde (669782-162111) som SMHI kallar för Utloppet av Södra Åsjön. Medelhöjden är 17 meter över havet och ytan är 25,61 kvadratkilometer. Räknas de 16 avrinningsområdena uppströms in blir den ackumulerade arean 268,63 kvadratkilometer. Avrinningsområdets utflöde Forsmarksån mynnar i havet. Avrinningsområdet består mestadels av skog (73 procent). Avrinningsområdet har 1,87 kvadratkilometer vattenytor vilket ger det en sjöprocent på 7,3 procent.

## Fisk
Vid provfiske har följande fisk fångats i sjön:
- Abborre
- Björkna
- Braxen
- Gärs
- Gädda
- Mört
- Sarv
- Sutare